# Third Degree (gruppo musicale)
I Third Degree sono un gruppo musicale grindcore polacco, formatosi a Olsztyn nel 1997.

## Formazione
- Wojciech Błaszkowski - batteria (Non Opus Dei, UnSun, ex-Ash Devili, ex-Witchcraft, Alne, ex-Serpentia)
- Andrzej Pawłowski - chitarra (ex-Slave, ex-Non Opus Dei)
- Piotr Paltian - basso (ex-Herman Rarebell)
- Szymon Czech - chitarra (1997-2003, 2005-presente) (ex-Nyia, ex-Prophecy, Alne, ex-Antigama)

## Discografia

### Album studio
- 2005 - Outstay
- 2008 - Punk Sugar

### Raccolte
- 2003 - Six Years of 666

### Demo
- 1998 - Oblicza Terroru

### EP
- 2000 - Fuck 14 88!!!

### Split album
- 2002 - Hewhocorrupts/Third Degree (con gli Hewhocorrupts)
- 2004 - Bad Luck?/The Loneliness Kills! (con gli Unholy Grave)
- 2004 - The World Will Fall Soon and We All Will Die (con gli Herman Rarebell e gli Antigama)
- 2008 - The Sick, The Dead, The Rotten Part II (con i Mumakil e gli Obtuse)